# Juno (film)
Vous lisez un « article de qualité » labellisé en 2023.
Pour les articles homonymes, voir Juno.
Pour plus de détails, voir Fiche technique et Distribution.
Juno est une comédie dramatique américaine réalisée par Jason Reitman et écrite par Diablo Cody, sortie en 2007.
Le personnage principal est Juno MacGuff, une adolescente à l'esprit libre confrontée à une grossesse imprévue, incarnée par Elliot Page (alors appelé Ellen Page, avant sa transition). Les autres interprètes principaux sont Michael Cera, Olivia Thirlby, J. K. Simmons, Allison Janney, Jennifer Garner et Jason Bateman. Le tournage se déroule de début février à mars 2007 à Vancouver, en Colombie-Britannique. Le film est d'abord présenté au Festival du film de Telluride le 1er septembre 2007 puis au Festival international du film de Toronto le 8 septembre, où il est ovationné.
Juno récupère en vingt jours d'exploitation son budget de production de 6,5 millions de dollars, malgré une sortie limitée pendant les dix-neuf premiers jours. Le film rapporte finalement plus de 35 fois son budget, avec un total de 231 millions de dollars de recettes mondiales. La bande originale de Juno est également un succès : comportant plusieurs morceaux interprétés par Kimya Dawson, elle est la première à se classer numéro un au Billboard 200 depuis Dreamgirls (2006) avec plus d'un million d'exemplaires vendus. Il s'agit également de la première bande originale de Fox Searchlight Pictures à se hisser en tête des ventes aux États-Unis. Le film est bien accueilli par les critiques, qui sont nombreux à le considérer comme un des meilleurs films de l'année 2007. Les mouvements pro-vie et pro-choix se sont opposés sur sa manière d'aborder la question de l'avortement. Juno remporte diverses récompenses, dont l'Oscar du meilleur scénario original ; il est également nommé pour les Oscars du meilleur film, du meilleur réalisateur et de la meilleure actrice.

## Synopsis
Juno MacGuff, une lycéenne de seize ans du Minnesota, apprend qu'elle est enceinte de son petit ami et admirateur de longue date, Paulie Bleeker. Elle envisage dans un premier temps d'avorter. Juno voit une de ses camarades de classe organiser une manifestation anti-avortement devant la clinique où elle se rend pour une interruption volontaire de grossesse. Elle décide alors de faire adopter l'enfant. Avec l'aide de son amie Leah, Juno consulte les petites annonces du Pennysaver et trouve un couple marié sans enfant qu'elle juge idéal pour adopter son enfant. Accompagnée par son père Mac, l'adolescente fait la connaissance du couple, Mark et Vanessa Loring, dans leur superbe maison. Elle souhaite un accouchement sous X, c'est-à-dire que l'enfant ne connaîtra pas le nom de sa mère biologique.
Bien que reconnaissante, Vanessa est angoissée à l'idée que Juno puisse changer d'avis et leurs premiers échanges ne sont pas faciles. Un jour, Juno et Leah la rencontrent par hasard dans un centre commercial en train de jouer avec un enfant. Juno encourage Vanessa à parler au bébé. L'adolescente se lie plus facilement d'amitié avec Mark, dont elle partage les goûts musicaux et cinématographiques. Mark, qui a laissé de côté son groupe de rock lorsqu'il était jeune, travaille à domicile en tant que compositeur de musiques de publicité.
Pendant que la grossesse suit son cours, Juno lutte contre ce qu'elle ressent pour le père de son enfant, Paulie, qui est amoureux d'elle. Juno semble se comporter de manière indifférente envers Paulie, mais lorsqu'elle apprend qu'il a invité une autre fille au bal de fin d'année, elle se dispute avec lui. Paulie lui rappelle que c'est elle qui souhaitait garder une certaine distance entre eux et lui dit qu'elle lui a brisé le cœur.
Peu avant l'accouchement, Juno rend à nouveau visite à Mark. Cette rencontre devient très émotionnelle. Mark lui annonce qu'il va bientôt quitter Vanessa pour trouver un sens à sa vie. Juno est horrifiée par cette révélation, puis elle réalise que Mark est amoureux d'elle. À ce moment-là, Vanessa rentre à la maison et, à sa grande surprise, Mark lui avoue qu'il ne se sent pas prêt à être père. Juno repart en voiture et éclate en sanglots sur le bas-côté de la route. Elle retourne à la maison des Loring et laisse un mot à la porte avant de s'en aller lorsqu'ils reviennent.
Après une discussion sincère avec son père, Juno admet aimer Paulie. Elle se remet ensuite en couple avec celui-ci. Peu après, Juno perd les eaux et se précipite à l'hôpital où elle donne naissance à un petit garçon. Elle n'avait rien dit à Paulie à cause de sa compétition d'athlétisme. Voyant qu'elle n'est pas dans les tribunes, il part en hâte à l'hôpital où il apprend que Juno a déjà accouché. Paulie réconforte Juno, qui pleure.
Vanessa arrive à l'hôpital où elle découvre, heureuse, son fils adoptif. Sur le mur de la nouvelle chambre du bébé, Vanessa a encadré le mot de Juno : « Vanessa, si vous êtes toujours partante, je le suis aussi. — Juno »,. Le film se termine en été avec Juno et Paulie jouant une chanson à la guitare, puis s'embrassant à la fin du morceau.

## Fiche technique
Sauf indication contraire, les informations mentionnées dans cette section peuvent être confirmées par les bases de données cinématographiques IMDb et Allociné,  présentes dans la section « Liens externes ».
- Titre : Juno ; Junebug (titre provisoire)[b]
- Réalisation : Jason Reitman[4]
- Scénario : Diablo Cody[4]
- Musique : Mateo Messina[7]
- Direction artistique : Michael Diner et Catherine Schroer[7]
- Décors : Steve Saklad[4]
- Costumes : Monique Prudhomme[7]
- Photographie : Eric Steelberg[4]
- Montage : Dana E. Glauberman[4]
- Production : Lilian Halfon, John Malkovich, Mason Novick et Russell Smith[4]
  - Coproduction : Kelli Konop, Jim Miller et Brad Van Arragon[7]
  - Production déléguée : Joseph Drake (crédité Joe Drake), Daniel Dubiecki et Nathan Kahane[7]
- Sociétés de production : Mandate Pictures et Mr. Mudd[4]
- Sociétés de distribution : Fox Searchlight Pictures (États-Unis) ; 20th Century Fox (Royaume-Uni) ; Twentieth Century Fox France (France) ; Fox-Warner (Suisse)
- Budget : 6 500 000 dollars[8]
- Pays de production :  États-Unis[4]
- Langue originale : anglais[4]
- Format : couleur[4] - 1,85:1 - 35 mm - DTS
- Genre : comédie dramatique
- Durée : 96 minutes
- Dates de sortie[9] :
  - États-Unis : 1er septembre 2007 (Festival du film de Telluride) ; 5 décembre 2007 (sortie limitée) ; 25 décembre 2007 (sortie nationale)
  - Canada : 8 septembre 2007 (Festival international du film de Toronto) ; 25 décembre 2007 (sortie nationale)
  - France, Belgique et Suisse romande : 6 février 2008
- Classification :
  - États-Unis : PG-13 (« accord parental recommandé, film déconseillé aux moins de 13 ans »)
  - France : tous publics
  - Québec : G (« visa général »)
  - Suisse romande : accès légal dès 10 ans dans le canton de Genève et 12 ans dans le canton de Berne[10]

## Distribution
Sauf indication contraire, les informations mentionnées dans cette section peuvent être confirmées par les bases de données cinématographiques IMDb et Allociné,  présentes dans la section « Liens externes ».
- Elliot Page[a] (VF : Jessica Monceau) : Juno MacGuff
- Michael Cera (VF : Hervé Grull) : Paulie Bleeker
- Jennifer Garner (VF : Laura Blanc) : Vanessa Loring
- Jason Bateman (VF : Bruno Choël) : Mark Loring

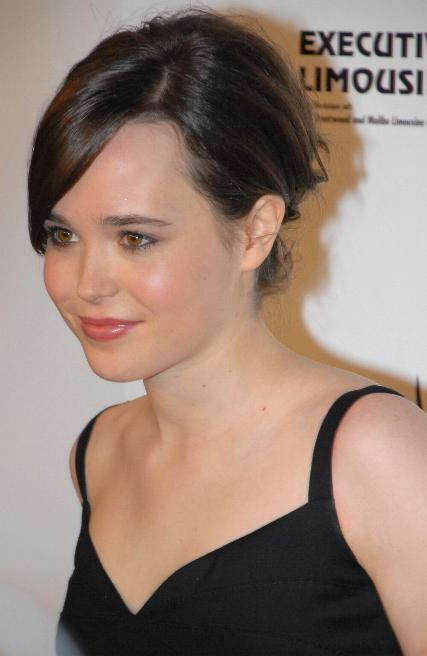
Elliot Page (alors appelé Ellen Page, avant sa transition), l'interprète de Juno MacGuff, peu après la sortie du film, en 2007.

- Allison Janney (VF : Marie-Laure Beneston) : Brenda « Bren » MacGuff, la belle-mère de Juno
- J. K. Simmons (VF : Bernard Tiphaine) : Mac MacGuff, le père de Juno
- Olivia Thirlby (VF : Céline Ronté) : Leah, la meilleure amie de Juno
- Rainn Wilson : Rollo, l'épicier
- Valerie Tian (VF : Anouck Hautbois) : Su-Chin, la petite militante anti-avortement
- Emily Perkins : la réceptionniste punk du planning familial

Version française,
- Studio de doublage : Dubbing Brothers
- Direction artistique : Hervé Rey
- Adaptation : Philippe Millet

 Source et légende : version française (VF) sur RS Doublage et sur AlloDoublage.

## Production

### Genèse et développement

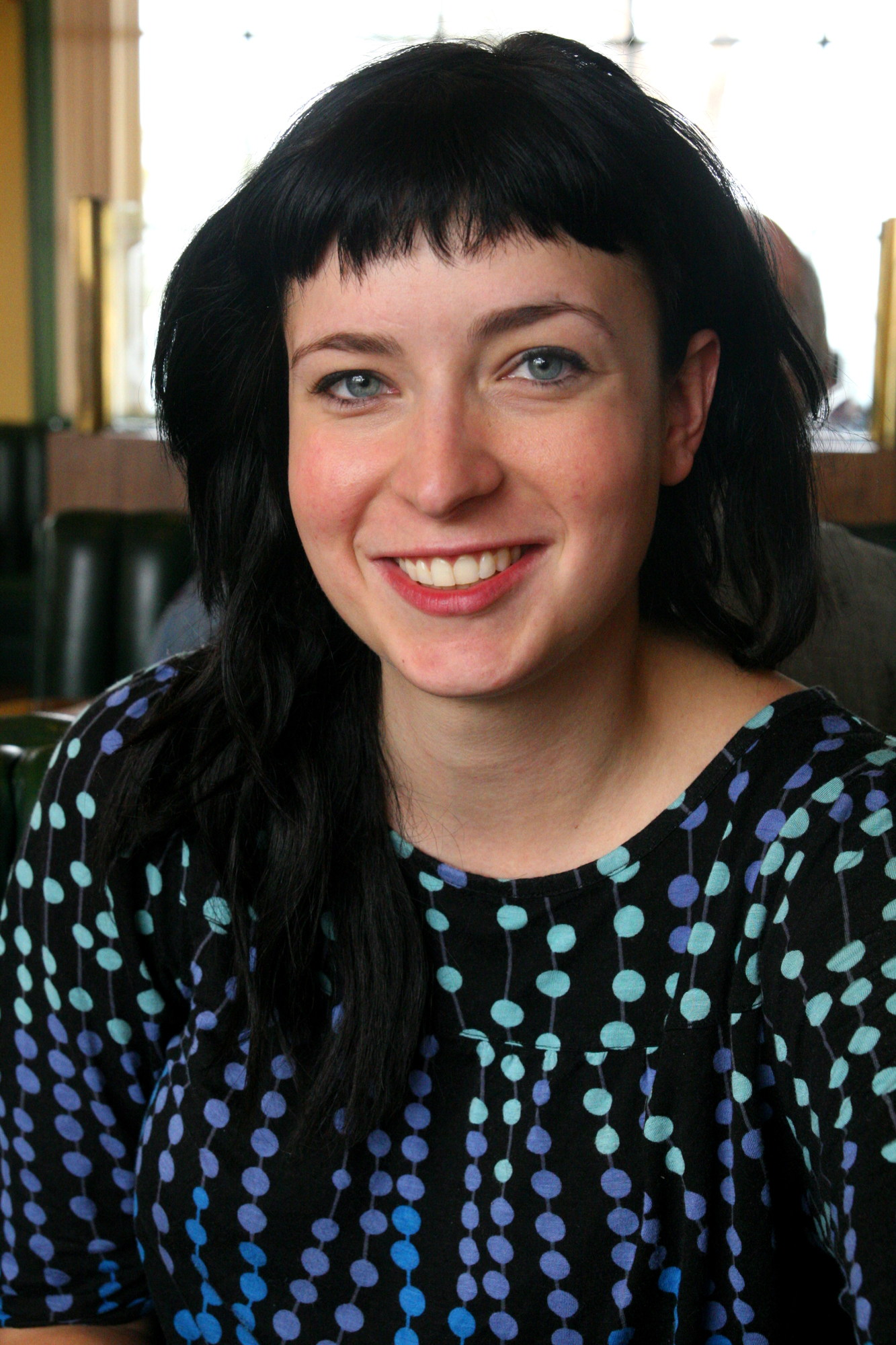
Diablo Cody a écrit le film à partir de ses propres expériences au lycée.

En août 2004, le producteur Mason Novick signe un contrat d'édition avec Diablo Cody pour son autobiographie Candy Girl: A Year in the Life of an Unlikely Stripper, après avoir découvert son blog sur le striptease. Novick l'encourage à écrire un exemple de scénario afin de convaincre un studio de produire une adaptation de son livre ; ce traitement deviendra Juno.
Cody choisit de se concentrer sur une histoire d'adoption, et recueille pour cela plusieurs histoires de personnes adoptées, de parents biologiques et de parents adoptifs, y compris celle de son mari de l'époque, ayant lui-même été adopté. Elle s'inspire également d'une amie proche qui est tombée enceinte au lycée, expérience dont elle réutilise certains éléments dans le film, notamment lorsque Juno passe l'échographie,. Toutefois, la majeure partie du film est basée sur les années de lycée de Cody elle-même : elle est sortie avec un amateur de Tic Tac comme l'est Paulie, sa meilleure amie était une pom-pom girl comme Leah et elle utilisait un téléphone en forme de hamburger identique à celui du film. Cody écrit le scénario en sept semaines dans un Starbucks situé au sein d'un magasin Target de Minneapolis (Minnesota). La scénariste compare l'acte d'écriture du scénario à celui de la respiration, considérant Juno comme un prolongement d'elle-même.
Après avoir lu la moitié du scénario envoyé par Novick, Jason Reitman est convaincu qu'il regrettera toute sa vie s'il ne réalise pas le film. Il rencontre dans un premier temps des difficultés pour en obtenir la tâche car son premier long-métrage, Thank You for Smoking (2005), n'est pas encore sorti en salles ; il n'a donc pas de long-métrage à son actif. D'autres réalisateurs, dont Jon Poll, sont envisagés, mais c'est finalement Reitman qui est choisi. Il arrête alors l'écriture de son propre script spéculatif (celui d'In the Air) pour pouvoir réaliser Juno.
Diablo Cody admet avoir écrit le scénario de façon cynique : « je ne pensais pas que quelqu'un produirait le film »,,. Son impression est confirmée lorsque la production du film est repoussée à cause de problèmes financiers. Les grands studios hollywoodiens sont réticents à produire le film en raison du thème controversé de l'avortement, et c'est donc la société de production de John Malkovich, Mr. Mudd, qui reprend le projet. Le coproducteur Jim Miller confie ensuite le film à la société de production Mandate Pictures. Finalement, le financement du film est entièrement américain.

### Attribution des rôles

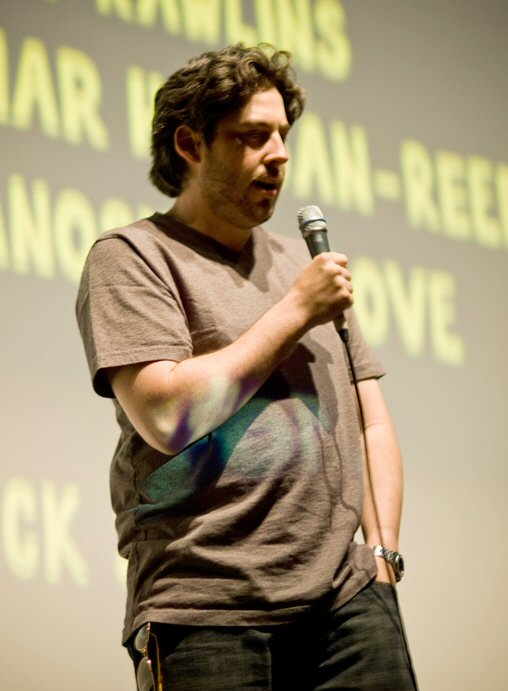
Le réalisateur Jason Reitman lors de la présentation du film au festival international du film de Toronto 2007.

Ayant beaucoup apprécié son travail dans Hard Candy (2005), Reitman choisit Elliot Page (alors appelé Ellen Page, avant sa transition) pour le rôle principal. Reitman explique qu'il a immédiatement imaginé Page dans ce rôle lorsqu'il a lu le scénario pour la première fois. Il se rend sur le plateau du film que Page est en train de tourner pour lui offrir le rôle. Reitman envoie aussi le scénario à J. K. Simmons, qui a joué dans son précédent film, Thank You for Smoking, sans lui dire qu'il a l'intention de lui donner le rôle de Mac. Après avoir lu le scénario, Simmons lui dit qu'il aimerait jouer dans le film, même pour un rôle sans répliques comme le personnage du professeur. Parmi les autres acteurs que Reitman a en tête dès le début figurent Olivia Thirlby, qui a d'abord auditionné pour le rôle de Juno, et Michael Cera. Il les emmène avec Page et Simmons en Californie pour tourner 45 pages du scénario en 35 mm sur toile de fond noire. Il montre ensuite les rushes à la Fox Searchlight pour leur présenter la distribution initiale. Le réalisateur souligne l'importance de faire un essai filmé plutôt que des auditions individuelles : « c'est un film qui parle des relations entre les gens et l'idée de les faire auditionner séparément, en tête-à-tête avec le directeur de casting, n'avait pas de sens »,.
En janvier 2007, Reitman confirme que l'actrice Jennifer Garner a rejoint le projet et accepté un salaire plus bas que d'habitude pour éviter des dépassements de budget,. Garner a travaillé avec l'acteur Jason Bateman sur Le Royaume (The Kingdom, 2007) et le recommande à Reitman lors de leur première rencontre. Bateman passe une audition pour le rôle de Mark et devient le dernier acteur à être engagé,. Le DJ et producteur de musique Lucas McFadden, plus connu sous le nom de Cut Chemist, fait une apparition dans le film dans le rôle du professeur de chimie. McFadden est en train de travailler sur des musiques pour Reitman lorsque celui-ci reçoit le scénario de Juno et lui demande d'apparaître dans le film. Reitman déclare qu'il est « d'une ironie parfaite » que le professeur de chimie soit joué par Cut Chemist. Michael Cera indique pour sa part que le film est « très influencé par le Canada », dans la mesure où de nombreux acteurs du film sont originaires de Vancouver, y compris lui et Page qui sont canadiens.

### Tournage

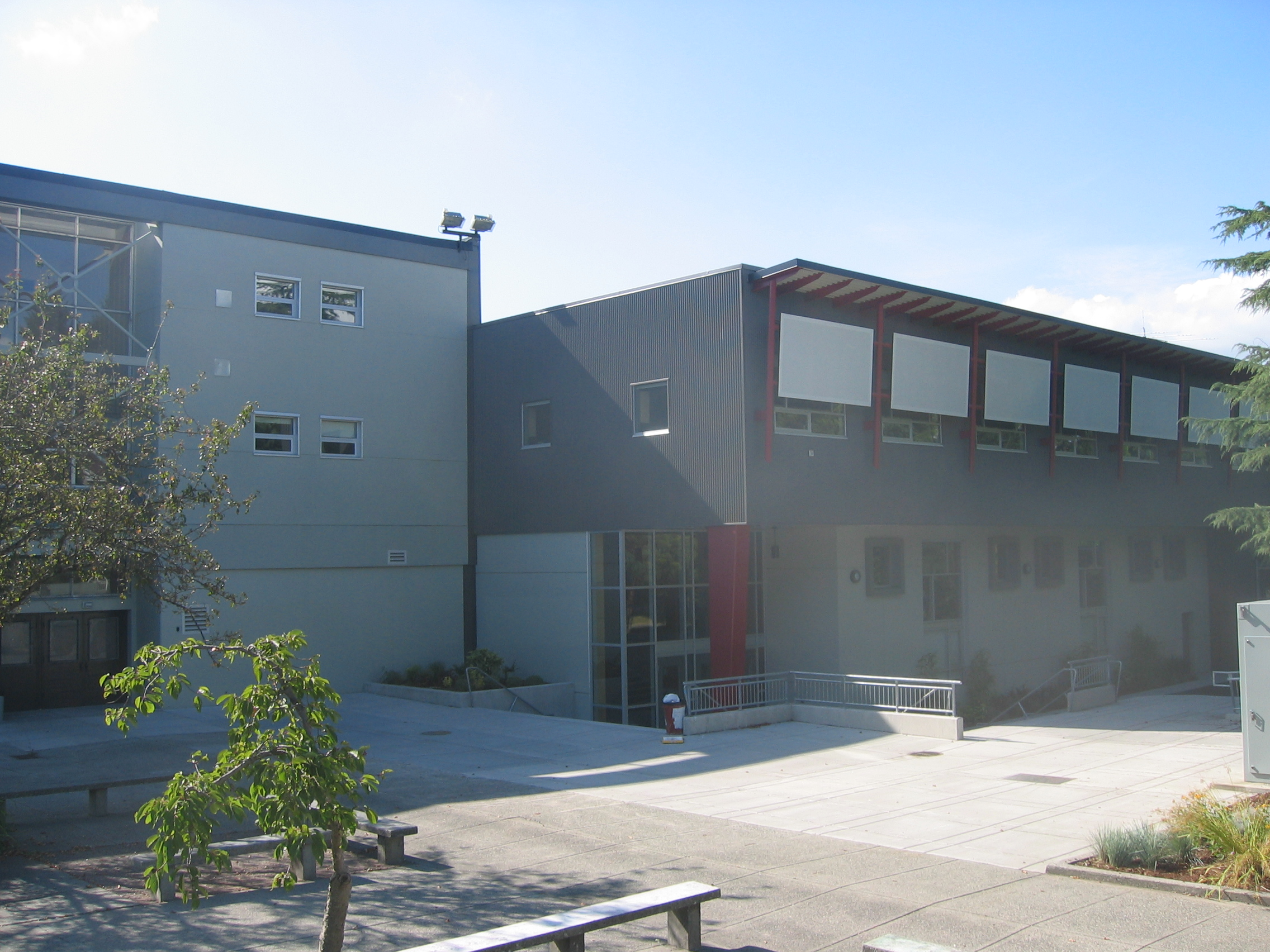
Le lycée Eric Halber Secondary School à Vancouver (Canada), qui sert de décor pour le lycée fictif Dancing Elk High School.

Doté d'un budget de 6,5 millions de dollars, le film est tourné en Colombie-Britannique, à Vancouver et dans ses alentours, au lieu du Minnesota où le film est censé se situer. Même s'il est fréquent, pour des raisons budgétaires, de réaliser au Canada un film dont l'action se déroule aux États-Unis, Reitman insiste sur le fait qu'il a choisi lui-même les lieux de tournage. Ils incluent une maison près de White Rock pour la maison de Vanessa et Mark, le lycée Eric Halber Secondary School pour celui du film, la Dancing Elk High School, et la piste d'athlétisme de South Serrey's.
Après quelques répétitions, le tournage se déroule de début février à mars 2007 sur un planning de six semaines. L'équipe a d'abord l'intention d'importer de la neige pour les scènes qui se déroulent en hiver, mais il neige finalement sur place. Cela permet, selon la deuxième assistante du réalisateur Josy Capkun, d'obtenir des plans de neige beaucoup plus larges que ceux initialement prévus. Le film n'est pas tourné dans l'ordre chronologique, à l'exception de la dernière scène qui est prévue pour le dernier jour ; mais après une longue période de pluie, il est envisagé d'arrêter la production et de reprendre quelques mois plus tard pour filmer cette scène qui se déroule en été. Finalement, le soleil revient à temps et la scène peut être tournée. Dans cette séquence finale, Juno et Paulie chantent Anyone Else But You des Moldy Peaches. Kimya Dawson, membre du groupe, leur rend visite pendant qu'ils s'entraînent à chanter la chanson.

### Musique
Le film inclut plusieurs chansons de Kimya Dawson et de ses groupes Antsy Pants et The Moldy Peaches ; c'est Page qui les a suggérées à Jason Reitman, estimant qu'elles conviennent au personnage de Juno.

« Elle est allée sur mon ordinateur, a joué les chansons, et je suis tombé amoureux de ça. Diablo et moi avons discuté de la possibilité d'intégrer une chanson des Moldy Peaches dans le film, que les personnages chanteraient. J'ai pris contact avec Kimya Dawson des Moldy Peaches et elle a commencé à m'envoyer son travail, qui était magnifique, et c'est devenu une grande partie de la bande originale »,

— Jason Reitman

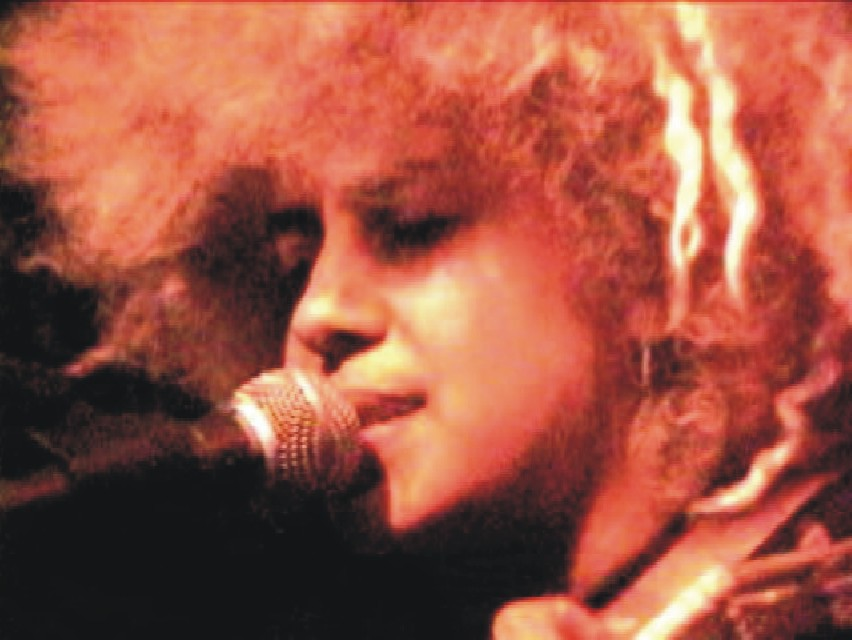
Kimya Dawson interprète des chansons en solo et des chansons de deux de ses anciens groupes pour la musique du film.

Reitman se met en contact avec Dawson, qui accepte que ses chansons soient utilisées dans le film après avoir lu le scénario. Elle lui envoie des CD contenant 120 chansons, presque entièrement autoproduites. Dawson indique n'avoir rien écrit en particulier pour Juno : toutes ses chansons ont été écrites et enregistrées avant qu'elle n'ait été contactée pour travailler sur le film. Reitman lui demande de réenregistrer les versions instrumentales des chansons, ainsi que des versions fredonnées. Il prend aussi contact avec Mateo Messina, un compositeur avec qui il a précédemment travaillé sur Thank You for Smoking, pour élaborer la bande originale du film. Il lui présente les chansons de Kimya Dawson et lui demande de créer « le son du film » au moyen d'une partition instrumentale reproduisant la qualité d'enregistrement, le ton, la sensation et l'innocence de sa musique. Messina décide d'intégrer « une guitare acoustique au son bizarre et vraiment libre, comme Juno »,. Il essaie plusieurs guitares avant de trouver le son recherché avec une guitare Stella d'occasion qui appartient au guitariste Billy Katz. Il la décrit comme « plutôt petite, pas très bien accordée, mais avec beaucoup de caractère ». Katz est engagé pour jouer la guitare acoustique et classique pour la musique du film et utilise la Stella à de nombreuses reprises.
Page suggère aussi d'intégrer la chanson Sea of Love reprise par Cat Power. Reitman est d'abord réticent car elle a déjà été utilisée dans le film Mélodie pour un meurtre (Sea of Love, 1989), mais il décide finalement que l'inclure va apporter de nouvelles références cinématographiques à son film. Reitman imagine initialement Juno fan de glam rock, idée qu'il rejette ensuite car le genre ne lui paraît pas authentique. En effet, il est important pour le réalisateur que Juno soit fan de « musique authentique et vraie »,. Il fait donc d'elle une fan de punk rock, dont The Runaways, Patti Smith et Iggy Pop and the Stooges. Il considère que la chanson Superstar définit bien la relation entre Juno et Mark : dans le film, Juno préfère la version originale de 1971 des Carpenters, tandis que Mark préfère la reprise par Sonic Youth. Ayant déjà associé A Well Respected Man des Kinks à un personnage d'un autre de ses scénarios, Reitman se sent bouleversé après avoir décidé d'utiliser cette chanson pour présenter Paulie ; il sent malgré tout que la chanson convient parfaitement à la scène.
Après avoir cherché sur iTunes pendant des heures en entrant des mots et des noms différents dans le moteur de recherche, il découvre la chanson All I Want is You de Barry Louis Polisar, un chanteur pour enfants ; Reitman estime que sa qualité fait-maison est parfaite pour la chanson d'ouverture. Le jingle Brunch Bowlz, que Mark écrit dans le film, est l'œuvre du compositeur de musique de publicité Chris Corley, avec qui Reitman a précédemment travaillé sur le tournage de publicités pour Walmart.

### Décors et costumes
Le film est divisé selon les saisons. Jason Reitman explique que « cette idée est tombée sous le sens lorsqu['il a] lu le scénario, car les saisons reflètent les trois trimestres de la grossesse de Juno »,. Comme le film est tourné en seulement 30 jours, de la fausse végétation est utilisée pour marquer le changement de saison. Des feuilles marron sont incrustées numériquement sur un faux arbre devant la maison de Juno, tandis qu'un cerisier est retouché devant chez Leah pour donner l'impression qu'on est en automne. Un ventilateur est aussi employé pour donner l'illusion que des feuilles tombent des arbres, et de fausses fleurs sont utilisées devant la maison de Paulie à la fin du film pour donner l'impression que la scène se déroule en été. Reitman joue également avec les couleurs des personnages, comme les uniformes d'athlétisme bordeaux et dorés du lycée Dancing Elk High School ou, plus tôt dans le film, la veste à capuche que Juno porte « tout en marchant dans un univers de verts et de marrons foncés »,.
Diablo Cody est impressionnée par les décors créés à partir de quelques phrases du scénario. Elle se dit particulièrement touchée par la chambre de Juno : « [c'est] un décor très émouvant pour moi car il me rappelle beaucoup la chambre que j'avais quand j'étais adolescente »,. Les murs de cette chambre sont recouverts de posters de groupes de musique, tandis que celle de Leah est remplie de posters d'hommes plus âgés qu'elle trouve attirants ; quant à Paulie, sa chambre est décorée de manière enfantine pour rappeler son innocence. Steve Saklad, le chef décorateur, crée la maison de Mark et Vanessa en supposant que « Vanessa a sûrement dû lire tous les magazines d'intérieur et essayé de copier ce qu'elle y a vu du mieux qu'elle a pu »,.
La cheffe costumière Monique Prudhomme décide d'habiller Vanessa de vêtements « simples et de bon goût » mais « très méticuleux » ; elle donne un style plus classique à Mark pour compléter les goûts de Vanessa. Monique Prudhomme a été nommée aux Costume Designers Guild Awards dans la catégorie « meilleurs costumes pour un film contemporain » pour son travail sur le film. C'est Page qui suggère que Juno porte des chemises en flanelle et des gilets sans manche. Page doit aussi porter deux faux ventres attachés dans le dos comme un corset, un troisième « vrai » ventre que l'on voit pendant l'échographie de Juno et plusieurs couches de fausses poitrines. Les images aperçues sur l'écran pendant l'échographie sont celles du fils du designer sonore Scott Sanders, images qui sont intégrées à la scène en postproduction,.

### Générique d'introduction
Le générique d'introduction de Juno met en scène le personnage comme dans un dessin animé en rotoscopie, se promenant dans la ville avec une bouteille de Sunny Delight à la main. Il faut sept à huit mois au petit studio de Shadowplay, basé à Los Angeles, pour le réaliser. Jason Reitman avait rencontré l'un des cofondateurs du studio, Gareth Smith, au Japon, sur le circuit des festivals de courts métrages où ils présentaient chacun un film. Shadowplay a réalisé le générique du film précédent de Reitman, Thank You for Smoking, et le réalisateur les a contactés de nouveau lorsqu'il a appris qu'il allait réaliser Juno. Avec pour inspiration des posters vintage punk rock des années 1970, Gareth Smith et l'artiste Jenny Lee décident de créer un générique qui « a de la consistance et du mordant, mais qui transmet aussi la chaleur du scénario »,. Pendant les derniers jours de tournage à Vancouver, ils photographient Page en train de marcher sur un tapis de course avec une caméra haute vitesse et sous plusieurs angles différents. 900 photos de Page sont imprimées et passées plusieurs fois dans une photocopieuse Xerox pour altérer leur qualité jusqu'à ce qu'elles semblent avoir été dessinées à la main. Les images sont découpées, scannées puis incrustées sur l'arrière-plan dessiné par Jenny Lee grâce à un logiciel de compositing pour créer une animation en volume correspondant à All I Want is You de Barry Louis Polisar, la chanson que Reitman a choisie. En plus du générique d'introduction, Shadowplay crée aussi les titres des saisons du film, la police de caractères pour le générique d'introduction et de fin et participe à la conception du design de la bande originale du film et du DVD.

## Bande originale
La bande originale de Juno, intitulée Music from the Motion Picture Juno, sort le 11 décembre 2007. Elle comprend dix-neuf chansons de divers artistes tels que Barry Louis Polisar, Belle and Sebastian, Buddy Holly, Cat Power, The Kinks, Mott the Hoople, Sonic Youth et The Velvet Underground, et surtout Kimya Dawson et ses anciens groupes The Moldy Peaches et Antsy Pants. Sous le label Rhino Entertainment, elle devient la première bande originale à se classer à la première place du Billboard 200 américain depuis la bande originale de Dreamgirls (2006) et la première bande originale de 20th Century Studios à le faire depuis celle de Titanic (1997).
Après le succès de la bande originale, Rhino annonce en mars 2008 la sortie d'un deuxième volume de chansons intitulé Juno B-Sides: Almost Adopted Songs, disponible uniquement en version numérique ; elle inclut des chansons qui ont été envisagées pour le film mais qui n'ont finalement pas été retenues. Les quinze titres comprennent des chansons d'artistes déjà présents sur la bande originale, comme Kimya Dawson, Barry Louis Polisar, Belle and Sebastian et Buddy Holly, mais aussi des chansons d'autres artistes tels que Astrud Gilberto, The Bristols, Jr. James and The Late Guitar, Los Panchos et Yo La Tengo. La chanson Zub Zub, écrite par Diablo Cody et interprétée par Page dans une scène supprimée, est également incluse. Rhino sort une édition Deluxe le 25 novembre 2008, qui comprend la bande originale et les faces B dans un coffret de deux disques, ainsi que des storyboards du film et des notes d'accompagnement de Reitman. Par ailleurs, dans le film, Juno et Mark interprètent aussi une version acoustique de Doll Parts de Hole, mais cette chanson ne figure pas sur la bande originale.
| Liste des morceaux | Liste des morceaux       | Liste des morceaux           | Liste des morceaux | Liste des morceaux | Liste des morceaux | Liste des morceaux | Liste des morceaux | Liste des morceaux | Liste des morceaux |
| No                 | Titre                    | Interprète(s)                | Durée              |                    |                    |                    |                    |                    |                    |
| ------------------ | ------------------------ | ---------------------------- | ------------------ | ------------------ | ------------------ | ------------------ | ------------------ | ------------------ | ------------------ |
| 1.                 | All I Want Is You        | Barry Louis Polisar          | 2:37               |                    |                    |                    |                    |                    |                    |
| 2.                 | My Rollercoaster         | Kimya Dawson                 | 0:53               |                    |                    |                    |                    |                    |                    |
| 3.                 | A Well Respected Man     | The Kinks                    | 2:43               |                    |                    |                    |                    |                    |                    |
| 4.                 | Dearest                  | Buddy Holly                  | 1:54               |                    |                    |                    |                    |                    |                    |
| 5.                 | Up The Spout             | Mateo Messina                | 0:53               |                    |                    |                    |                    |                    |                    |
| 6.                 | Tire Swing               | Kimya Dawson                 | 3:07               |                    |                    |                    |                    |                    |                    |
| 7.                 | Piazza, New York Catcher | Belle and Sebastian          | 3:01               |                    |                    |                    |                    |                    |                    |
| 8.                 | Loose Lips               | Kimya Dawson                 | 2:24               |                    |                    |                    |                    |                    |                    |
| 9.                 | Superstar                | Sonic Youth                  | 4:06               |                    |                    |                    |                    |                    |                    |
| 10.                | Sleep                    | Kimya Dawson                 | 0:52               |                    |                    |                    |                    |                    |                    |
| 11.                | Expectations             | Belle and Sebastian          | 3:35               |                    |                    |                    |                    |                    |                    |
| 12.                | All The Young Dudes      | Mott the Hoople              | 3:35               |                    |                    |                    |                    |                    |                    |
| 13.                | So Nice So Smart         | Kimya Dawson                 | 2:47               |                    |                    |                    |                    |                    |                    |
| 14.                | Sea Of Love              | Cat Power                    | 2:20               |                    |                    |                    |                    |                    |                    |
| 15.                | Tree Hugger              | Kimya Dawson and Antsy Pants | 3:14               |                    |                    |                    |                    |                    |                    |
| 16.                | I'm Sticking With You    | The Velvet Underground       | 2:29               |                    |                    |                    |                    |                    |                    |
| 17.                | Anyone Else But You      | The Moldy Peaches            | 2:58               |                    |                    |                    |                    |                    |                    |
| 18.                | Vampire                  | Antsy Pants                  | 1:20               |                    |                    |                    |                    |                    |                    |
| 19.                | Anyone Else But You      | Michael Cera et Elliot Page  | 1:56               |                    |                    |                    |                    |                    |                    |
| 46:42              |                          |                              |                    |                    |                    |                    |                    |                    |                    |

## Accueil et sortie

### Sortie au cinéma
Juno est présenté en avant-première le 1er septembre 2007 au Festival du film de Telluride,, puis projeté une semaine plus tard au Festival international du film de Toronto où il est ovationné. À ce sujet, Roger Ebert déclare : « je ne me souviens pas d'avoir entendu une si longue, si forte, si chaleureuse ovation »,. Le film est ensuite présenté au Festival du film d'Austin, au Festival international du film de Rome, au Festival du film de Londres, au Festival du film des Bahamas, au Festival international du film de St. Louis, au Festival international du film de Stockholm, au Festival international du film de Thessalonique, au Festival international du film de Gijón, au Festival international du film de Palm Springs et au Festival international du film de Rotterdam et remporte de nombreux prix.
Juno doit initialement sortir dans les salles américaines le 15 décembre 2007, mais sa sortie est avancée afin de profiter des bonnes critiques et de l'engouement autour du film. Il sort dans certaines salles de cinéma le 5 décembre, dont sept à Los Angeles et New York. Juno est projeté dans treize villes supplémentaires le 14 décembre, dans dix-sept autres villes une semaine plus tard, avant de connaître une sortie nationale le 25 décembre.

### Promotion

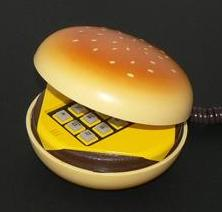
Le téléphone en forme de hamburger utilisé dans le film.

Selon Anthony Breznican, dans le journal USA Today, la sortie de Juno a été « orchestrée de manière à ce qu'il devienne un film apprécié des cinéphiles grâce au bouche-à-oreille »,. Après la sortie de Juno, la Fox Searchlight envoie des téléphones en forme de hamburger aux journalistes et aux critiques pour les inciter à faire une critique du film. Bien que les téléphones soient à l'origine distribués en petit nombre aux spectateurs assistant aux événements promotionnels, ils commencent à être vendus par des sociétés non-affiliées à la Fox Searchlight sur eBay et d'autres magasins en ligne,. Les ventes du téléphone augmentent de 759 % le mois suivant la sortie du film. L'objet est cité dans la liste des « 10 cadeaux les plus sympas à offrir pour les cinéphiles » établie par Entertainment Weekly en 2007.

### Accueil critique

#### Dans la presse anglophone
Le film bénéficie d'excellentes critiques, avec notamment 94 % d'avis positifs et une note moyenne de 8,10⁄10 sur le site Rotten Tomatoes,. Le consensus critique du site est le suivant : « l'une des comédies les plus brillantes et les plus drôles de l'année, le scénario et la réalisation intelligents de Juno s'accompagnent de performances convaincantes, au service d'une histoire de passage à l'âge adulte adaptée au XXIe siècle »,. Juno est aussi la comédie la mieux notée sur le site en 2007. Metacritic accorde au film une moyenne de 81 sur 100, score basé sur 38 critiques.
Peter Bradshaw, dans le Guardian, accorde cinq étoiles à Juno, dont il vante « la très belle performance d'Ellen Page et le scénario drôle de Cody, qui traite le sujet du statut social avec finesse et compassion »,. Bien qu'il reconnaisse que le film « néglige d'approuver l'avortement, ou de refléter le fait que cette option est la plus raisonnable dans la vie réelle », il estime que « Juno n'est pas le produit d'une culture anti-avortement, mais d'une culture qui considère l'avortement comme acquis »,. Roger Ebert du Chicago Sun-Times décerne quatre étoiles sur quatre au film, qu'il place à la première place de sa liste annuelle des meilleurs films. Le critique salue la prestation de Page ainsi que la rigueur du scénario, « sans scènes superflues »,. Lou Lumenick, pour New York Post, fait quant à lui l'éloge de la prestation de Page, du scénario « hilarant, mais aussi plein de sagesse et de cœur » et de la « réalisation impeccable de Jason Reitman »,. Il qualifie le film de « montagne russe émotionnelle qui m'a non seulement fait rire aux éclats, mais surtout pleurer à la fin »,. Pour Claudia Puig, dans le quotidien USA Today, « l'histoire captivante, associée à la personnalité excentrique du personnage principal, en fait un film plein de vitalité et de cœur, sans tomber dans la désinvolture ou le sentimentalisme »,. Elle salue aussi les prestations de l'ensemble des acteurs et la qualité des dialogues écrits par Cody. Peter Travers, dans Rolling Stone, est aussi conquis par le film, auquel il décerne 3,5 étoiles sur 4. Le critique fait l'éloge de la performance de Page, qui possède selon lui « le rare don d'être à la fois brutale et drôle »,.
D'autres critiques de Juno sont plus mitigées, comme celle de David Edelstein pour le magazine New York. Celui-ci estime que le film cherche désespérément à être « un film qui rend les adolescents branchés, qui leur donne envie d'utiliser le même argot et de s'arracher la bande-son »,. De même, Michael Sragow, dans The Baltimore Sun, écrit que Juno utilise un « langage branché et artificiel pour raconter l'histoire insignifiante d'une adolescente enceinte de la classe moyenne »,. Il critique le scénario de Diablo Cody, qui se contente de « clichés » et de « références tendances » sans créer des personnages crédibles et attachants, à l'exception de la future mère adoptive, interprétée par Jennifer Garner. Le critique reconnaît le talent des acteurs, mais regrette que le film soit trop centré sur la figure de Juno, qu'il juge « égocentrique »,. Le critique musical Jim DeRogatis reproche également au film ses dialogues stylisés, ainsi que son approche désinvolte de l'avortement et de la naïveté de Juno lors de sa grossesse : « en tant que féministe de la vieille école, père d'une fille bientôt adolescente, journaliste qui parle régulièrement à de vrais adolescents dans le cadre de son travail et simple cinéphile, j'ai détesté, détesté, détesté ce film »,.
Le film est classé 463e dans la liste des 500 meilleurs films de tous les temps établie par le magazine Empire en 2008. Juno MacGuff est également classé au 56e rang dans la liste des 100 plus grands personnages de films de tous les temps du même magazine. En novembre 2009, Paste classe le film parmi les 50 meilleurs films de la décennie (2000-2009), au 15e rang. En juin 2010, Entertainment Weekly désigne Juno comme l'un des 100 plus grands personnages des 20 dernières années.

#### En France
L'accueil critique est également positif en France : le site Allociné propose une moyenne de 3,9⁄5 à partir de l'interprétation de 25 critiques de presse. Thomas Sotinel, dans Le Monde, fait l'éloge du personnage principal, Juno, qu'il qualifie de « plus joli personnage féminin que l'on ait vu depuis longtemps ». Il apprécie aussi le « dosage très précis de grossièreté et de sophistication qui fait de ce film un plaisir presque constant », prenant pour exemple le dialogue entre Juno et le caissier de la supérette où elle se fournit en test de grossesse.
Cécile Mury, pour Télérama, salue quant à elle l'écriture des personnages, à commencer par Juno, qui « rayonne dès la première image ». Elle compare ce « petit miracle bavard et bravache » au personnage de Zazie du roman Zazie dans le métro de Raymond Queneau. Elle se réjouit aussi la façon dont le réalisateur évite les clichés, parvenant à « à donner chair et vie à des personnages et à un milieu trop souvent réduit à une caricature misérabiliste ». Pour Julien Welter, dans Première, Juno « n'évite aucune situation délicate mais sait les rendre attachantes grâce à un humour tendre et dévastateur ». Le critique loue aussi le scénario de Cody pour son ton « à la fois réaliste et fantasque ». Dans Les Inrockuptibles, Emily Barnett présente Juno comme un « teen-movie au féminin, tendre et caustique, centré sur le portrait d'une ado atypique ». Elle souligne la singularité de l'héroïne, qui n'est « pas encore adulte dans son corps », mais « trop adulte dans sa maîtrise du langage », et qui doit apprendre à retrouver « une forme d'insouciance et de jeunesse » qu'elle avait négligée. Pour elle, Juno est d'abord un « éloge de l'anticonformisme, un hymne à l'adolescence qui se construit dans les marges, [mais qui] en trace aussi tous les dangers subtils ». Charlotte Moreau, pour Le Parisien, est aussi positive, affirmant que Juno « recèle des trésors de fantaisie et de tendresse à 0 % de mièvrerie ». Elle qualifie le film de « croisement d'un Little Miss Sunshine et d'un Garden State ».
Moins enthousiaste, Philippe Azoury écrit dans Libération : « Prenez une gosse casse-pieds, une situation loufoque, saupoudrez le tout de références cool […], glissez quelque part un boyfriend à l'allure de geek […], remuez le tout et servez en vous bardant de slogans humanistes du type « on rit, on pleure, que demander de plus ? », faites fuser les jeux de mots du tac au tac, achevez l'affaire avec une morale sympa qui dit tout et son contraire, et roulez jeunesse. Ou plutôt, par ici la monnaie. Le hold-up du mois ».

#### En Suisse
Dans Le Temps, Thierry Jobin loue le film pour son humour absurde, son scénario original et son casting hétéroclite. Il considère que le film évite les clichés moralisateurs sur l'avortement en proposant le « portrait infiniment touchant d'une jeune femme qui décide d'abord de préserver son libre arbitre ». Le critique fait l'éloge des « petites absurdités [du film], tout à fait dans la lignée de l'humour chatouillant et grattouillant d'un Terry Zwigoff par exemple ». Jobin conclut en affirmant que, dans le domaine de la comédie indépendante, Juno est un film bien supérieur à Little Miss Sunshine.

#### Classements
Juno apparaît dans plusieurs classements des meilleurs films de l'année établis par des critiques ou des équipes de critiques :
- 1er – Roger Ebert, Chicago Sun-Times[91]
- 1er – Paste[106]
- 2e – USCCB Office for Film and Broadcasting[g],[107]
- 3e – David Germain, Associated Press[108]
- 3e – Moviefone[109]
- 4e – James Berardinelli, ReelViews[110]
- 4e – Lou Lumenick, New York Post[111]
- 4e – Richard Roeper, Chicago Sun-Times[112]
- 6e – Claudia Puig, USA Today[111]
- 6e – Desson Thomson, The Washington Post[111]
- 6e – Joe Morgenstern, The Wall Street Journal[111]
- 6e – Liam Lacey et Rick Groen, The Globe and Mail[111]
- 6e – Marc Savlov, The Austin Chronicle[111]
- 7e – Corina Chocano, Los Angeles Times[111]
- 7e – Carrie Rickey, The Philadelphia Inquirer[111]
- 10e – A. O. Scott, The New York Times[h],[111]
- 10e – Peter Travers, Rolling Stone[i],[113]
- 10e – Stephen Holden, The New York Times[111]

### Box-office
Comme Juno ne sort que dans sept cinémas à Los Angeles et à New York, le film ne réalise qu'un bénéfice de 420 113 $ au cours de sa première semaine d'exploitation. Une fois sorti dans un nombre plus important de salles, le film devient le premier de la Fox Searchlight à dépasser les 100 millions de dollars au box-office nord-américain. Peter Rice, président de la société, déclare alors qu'il a dépassé toutes leurs attentes. Juno rapporte 143 millions de dollars en Amérique du Nord et plus de 88 millions de dollars dans le reste du monde, pour un total de 232 millions de dollars. Le succès du film permet d'afficher une rentabilité à 9 256 % par rapport à son budget. Juno constitue également le plus gros succès commercial parmi les cinq films nommés à l'Oscar du meilleur film lors de la 80e cérémonie des Oscars.
En France, Juno démarre à la sixième place du box-office lors de sa première semaine d'exploitation avec 182 134 entrées pour une combinaison de 149 copies. La semaine suivante, avec une combinaison de 166 copies, le film recule à la huitième place, réalisant 184 565 entrées, pour un total de 366 699 entrées cumulées sur le territoire français. Le long-métrage se maintient à la huitième place la semaine suivante et enregistre 152 758 entrées, pour un cumul de 519 457 entrées. Malgré sa chute de semaine en semaine de la huitième à la dixième place,, pour bientôt quitter le top 20 des meilleures entrées en France du moment,, Juno finit son exploitation dans les salles françaises avec 873 420 entrées, obtenant un succès inattendu,.
En Suisse, le film réalise 125 330 entrées, dont 29 334 en Suisse romande. En Belgique, Juno totalise 117 433 entrées.
| Pays       | Recettes      |                  | Pays          | Recettes    |
| ---------- | ------------- | ---------------- | ------------- | ----------- |
| Allemagne  | 9 131 521 $   |                  | Italie        | 3 352 339 $ |
| Australie  | 10 951 850 $  | Japon            | 1 329 749 $   |             |
| Autriche   | 1 546 331 $   | Mexique          | 5 148 763 $   |             |
| Belgique   | 1 052 164 $   | Nouvelle-Zélande | 1 460 712 $   |             |
| Brésil     | 3 653 125 $   | Pays-Bas         | 1 013 419 $   |             |
| Danemark   | 1 061 574 $   | Royaume-Uni      | 19 223 794 $  |             |
| Espagne    | 8 237 494 $   | Suède            | 1 274 331 $   |             |
| États-Unis | 143 495 265 $ | Suisse           | 1 746 565 $   |             |
| France     | 7 860 919 $   | Total mondial    | 232 372 681 $ |             |

## Distinctions
Sauf indication contraire, les informations mentionnées dans cette section peuvent être confirmées par la base de données cinématographiques IMDb,  présente dans la section « Liens externes ».
Entre 2007 et 2009, Juno remporte 54 récompenses et obtient 39 autres nominations. Lors de la 80e cérémonie des Oscars, le film est nommé dans les catégories meilleur film, meilleur réalisateur pour Jason Reitman, meilleure actrice pour Elliot Page et meilleur scénario original pour Diablo Cody, seule catégorie que le film remporte. Aux Golden Globes, Juno est nommé dans les catégories du meilleur film musical ou de comédie, meilleure actrice dans un film musical ou une comédie pour Page et meilleur scénario pour Cody, sans l'emporter dans aucune d'entre elles.
Lors de la 61e cérémonie des British Academy Film Awards, le film est nommé à deux reprises et remporte le prix du meilleur scénario original pour Cody. La scénariste remporte de nombreux autres prix, dont un Satellite Award, un Critics' Choice Movie Award, un Writers Guild of America Award et un Film Independent's Spirit Award,. Pour sa part, Page remporte notamment un Chicago Film Critics Association Award, un Film Independent's Spirit Award,, un MTV Movie Award ainsi que deux Teen Choice Awards.

### Non-éligibilité aux prix Génie
En 2008, Reitman déplore la non-éligibilité de Juno aux prix Génie, des récompenses cinématographiques canadiennes :

« Il s'agit d'un réalisateur canadien, d'acteurs canadiens, d'une équipe canadienne, d'un tournage au Canada. Comment se fait-il que nous ne soyons pas éligibles pour un prix Génie alors que le film de David Cronenberg [Les Promesses de l'ombre] sur des Russes vivant à Londres, tourné en Angleterre avec une équipe et des acteurs britanniques, l'est ? Je suis désolé, mais il va falloir que quelqu'un m'explique cela. »,

Sara Morton, directrice de l'Académie canadienne du cinéma et de la télévision, qui décerne les prix Génie, publie par la suite un communiqué expliquant que le film n'a jamais été soumis à l'examen des prix Génie par son studio. Le Hollywood Reporter explique que les règles des prix Génie définissent les films canadiens comme ceux qui sont financés au moins en partie par des sociétés canadiennes ; or, étant donné que les sociétés américaines Mandate Pictures et Fox Searchlight sont les seules à financer le film, Juno n'est pas admissible. Néanmoins, Chris McDowall, porte-parole des prix Génie, déclare que si le film n'a pas été évalué pour son éligibilité puisqu'il n'a pas été soumis, « le financement est l'un des critères, mais ce n'est pas tout »,. Malgré cela, le film est nommé aux Canadian Comedy Awards 2008, obtenant deux prix sur trois nominations,.

### Principales récompenses
- Festival international du film de Rome 2007 : meilleur film[70]
- Festival international du film de St. Louis 2007 : prix du public du meilleur long métrage pour Jason Reitman[71]
- Festival international du film de Stockholm 2007 : prix du public pour Jason Reitman[72]
- Festival international du film de Gijón 2007 : prix spécial du jury jeune pour Jason Reitman
- Women Film Critics Circle Awards 2007[143] :
  - Meilleur film sur des femmes pour Jason Reitman
  - Meilleure storyteller féminine pour Diablo Cody
- Chicago Film Critics Association Awards 2007[136] :
  - Meilleure actrice pour Ellen Page
  - Meilleur scénario original pour Diablo Cody
  - Acteur le plus prometteur pour Michael Cera[k]
- Satellite Awards 2007[131] :
  - Meilleur film
  - Meilleur scénario original pour Diablo Cody
- Dallas-Fort Worth Film Critics Association Awards 2007 : meilleur scénario pour Diablo Cody
- Detroit Film Critics Society Awards 2007[144] :
  - Meilleure actrice pour Ellen Page
  - Meilleure distribution
  - Meilleur espoir pour Diablo Cody[l]
- Critics' Choice Movie Awards 2008[132] :
  - Meilleure comédie
  - Meilleur scénario original pour Diablo Cody
- Online Film Critics Society Awards 2008 : meilleur scénario original pour Diablo Cody[145]
- Festival international du film de Palm Springs 2008 : Chairman's Vanguard Award pour Jason Reitman
- National Board of Review Awards 2008[146] :
  - Top Ten Films
  - Meilleur espoir pour Ellen Page
  - Meilleur scénario original pour Diablo Cody
- Festival international du film de comédie de l'Alpe d'Huez 2008 : Grand Prix[147]
- Writers Guild of America Awards 2008[133] :
  - Meilleur scénario original pour Diablo Cody
- BAFTA Awards 2008 : meilleur scénario original pour Diablo Cody[130]
- Film Independent's Spirit Awards 2008[134],[135] :
  - Meilleur film
  - Meilleure actrice pour Ellen Page
  - Meilleur premier scénario pour Diablo Cody
- Oscars 2008 : meilleur scénario original pour Diablo Cody[128]
- MTV Movie Awards 2008 : meilleure performance féminine pour Ellen Page[137]
- Teen Choice Awards 2008[138] :
  - Meilleur film de comédie
  - Meilleure actrice dans un film de comédie pour Ellen Page
  - Meilleure révélation féminine dans un film pour Ellen Page
- National Movie Awards 2008 : meilleure comédie[148]
- Canadian Comedy Awards 2008[149] :
  - Meilleure réalisation pour un film pour Jason Reitman
  - Meilleure performance féminine dans un film pour Ellen Page
- Grammy Awards 2009 : meilleur album pour un média visuel[150]

### Principales nominations et sélections
- Festival international du film de Gijón 2007 : sélection officielle, en compétition pour le Grand Prix Asturias
- Chicago Film Critics Association Awards 2007 : meilleur réalisateur pour Jason Reitman[136]
- Satellite Awards 2007 : meilleure actrice pour Ellen Page[131]
- Dallas-Fort Worth Film Critics Association Awards 2007 :
  - Meilleur film
  - Meilleure actrice pour Ellen Page
- Detroit Film Critics Society Awards 2007[144] :
  - Meilleur film
  - Meilleur réalisateur pour Jason Reitman
  - Meilleur espoir pour Michael Cera[m]
- Critics' Choice Movie Awards 2008[132] :
  - Meilleur film
  - Meilleure actrice pour Ellen Page
  - Meilleur espoir pour Michael Cera[m]
  - Meilleure distribution
- Online Film Critics Society Awards 2008[145] :
  - Meilleur film
  - Meilleure actrice pour Ellen Page
  - Meilleure actrice dans un second rôle pour Jennifer Garner
- Golden Globes 2008[129] :
  - Meilleur film musical ou de comédie
  - Meilleure actrice dans un film musical ou une comédie pour Ellen Page
  - Meilleur scénario pour Diablo Cody
- Screen Actors Guild Awards 2008 : meilleure actrice pour Ellen Page[151]
- BAFTA Awards 2008 : meilleure actrice pour Ellen Page[130]
- Film Independent's Spirit Awards 2008 : meilleure réalisation pour Jason Reitman[134],[135]
- Oscars 2008[128] :
  - Meilleur film
  - Meilleur réalisateur pour Jason Reitman
  - Meilleure actrice pour Ellen Page
- Chlotrudis Awards 2008[152] :
  - Meilleure actrice pour Ellen Page
  - Meilleur acteur dans un second rôle pour J. K. Simmons
  - Meilleure actrice dans un second rôle pour Allison Janney
  - Meilleur scénario original pour Diablo Cody
- MTV Movie Awards 2008[137] :
  - Meilleur film
  - Meilleur performance masculine pour Michael Cera
  - Meilleur baiser pour Ellen Page et Michael Cera
- Teen Choice Awards 2008[138] :
  - Meilleur acteur dans un film de comédie pour Michael Cera[m]
  - Meilleure révélation masculine dans un film pour Michael Cera[m]
- National Movie Awards 2008 : meilleure actrice pour Ellen Page[148]
- Canadian Comedy Awards 2008 : meilleure performance masculine dans un film pour Michael Cera[149]
- Humanitas Prizes 2008 : meilleur long métrage pour Diablo Cody[153]
- Empire Awards 2009 : meilleure actrice pour Ellen Page[154],[155]

## Sortie en vidéo
Dans la zone 1, le film sort le 15 avril 2008 en DVD et Blu-ray chez 20th Century Studios Home Entertainment. L'édition simple à un disque contient notamment le commentaire audio de Jason Reitman et de Diablo Cody, onze scènes coupées, un bêtisier et des essais caméra,. L'édition collector en deux disques inclut les mêmes bonus ainsi que quatre documentaires exclusifs : Way Beyond 'Our' Maturity Level: Juno – Leah – Bleeker, Diablo Cody Is Totally Boss, Jason Reitman For Shizz et Honest To Blog! Creating Juno. Le deuxième disque de cette édition est une version du film cryptée par DRM pour les lecteurs portables. Le Blu-ray contient en plus de ces suppléments deux autres vidéos exclusives : Fox Movie Channel Presents: Juno World Premiere et Fox Movie Channel Presents: Casting Session. Au 27 juillet 2008, 3 267 000 copies du DVD ont été vendues — dont plus de la moitié la première semaine de sortie —, rapportant 55 741 429 $ en quinze semaines.
En France, Juno sort le 27 août 2008 en DVD et le 29 septembre 2010 en Blu-ray chez 20th Century Fox,,.

## Analyse
« On peut le voir comme un film qui célèbre la vie et l'accouchement, ou comme un film sur une jeune fille libérée qui fait le choix de continuer à l'être. On peut aussi le voir comme une sorte d'histoire d'amour tordue, une méditation sur la maturité. »,

— Diablo Cody

### Avortement
À l'image de En cloque, mode d'emploi (Knocked Up) et Waitress, deux autres films sur des femmes confrontées à des grossesses non désirées sortis en 2007, Juno a été interprété par certains critiques comme un film anti-avortement,. Ann Hulbert du magazine Slate le juge « à la fois pro-vie et pro-choix »,. Jeff Dawson du Sunday Times considère quant à lui que le film fait partie du « sous-genre des grossesses non désirées » ; il concède néanmoins que l'interpréter comme un film anti-avortement ne fait que « brouiller les pistes »,. Hadley Freeman du Guardian reproche à Juno d'avoir « conclu la série de comédies américaines sorties au cours des douze derniers mois qui présentent l'avortement comme déraisonnable, voire impensable — un signe social révélateur »,. Elle précise toutefois : « je ne crois pas qu'aucun de ces films soit consciemment réalisé pour faire de la propagande anti-avortement »,. A. O. Scott du New York Times convient que Juno comporte « un thème sous-jacent, un message qui véhicule non pas l'anti-avortement mais plutôt la pro-maturité »,. Page déclare : « ce qui me frustre le plus, c'est quand les gens disent que le film est pro-vie, ce qui est complètement absurde… La chose la plus importante est qu'on a le choix, et le film le démontre parfaitement »,. Cody et Page ont ouvertement dit être en faveur du droit à l'avortement,, tandis que Jason Reitman s'est dit ravi que les mouvements pro-vie et pro-choix adhèrent au film : « Juno est comme un miroir où les gens [des deux côtés] se retrouvent »,.

### Féminisme
D'autres critiques considèrent Juno comme un film féministe en raison du portrait atypique de Juno, une adolescente confiante et intelligente. Wesley Morris du Boston Globe estime que « Juno offre aux filles cool et intelligentes quelque chose qu'elles voient rarement dans un film : elles-mêmes »,. L'antiféministe Phyllis Schlafly affirme que le thème de Juno « n'est pas l'amour, ni le respect pour la vie, mais le triomphe de l'idéologie féministe, c'est-à-dire l'inutilité des hommes, en particulier des pères »,. La scénariste Diablo Cody déclare à propos du film que « les femmes sont intelligentes, drôles, vives, et je voulais montrer que ces filles sont humaines et pas les adolescentes stéréotypées que nous voyons souvent à la télé », ; elle ajoute qu'« il manquait des personnages de vraies adolescentes […] J'ai vu l'écriture de ce scénario comme étant l'opportunité de créer une femme emblématique »,. Elliot Page (alors appelé Ellen Page, avant sa transition) fait l'éloge du film pour sa description positive des adolescentes, qualifiant le personnage de Juno de « vraie bouffée d'air frais, ouvrant de nouvelles possibilités aux jeunes filles »,, le jugeant « honnête mais original, complètement dépourvu de stéréotype »,. Pour Page, « les jeunes filles n'ont jamais eu affaire à ce type de personnage auparavant. Nous n'avons pas notre Attrape-cœurs »,. Page critique également la vision qu'ont les médias de son personnage, qu'ils décrivent comme une « femme forte », et soutient que si Juno avait été un homme, sa force n'aurait pas été considérée comme remarquable. En ce qui concerne le personnage de Vanessa, Jason Reitman indique qu'il était intéressé par son conflit personnel et politique : « le féminisme [lui] a permis de faire carrière, mais en fin de compte, elle désire être une mère à plein temps »,.

## Postérité

### L'«effet Juno»
En 2008, après que 17 lycéennes de moins de 16 ans sont tombées enceintes, la journaliste Kathleen Kingsbury, dans le Time, nomme ce phénomène l'« effet Juno »,. Le magazine affirme que certains adultes nient les statistiques qui pour eux sont une donnée aberrante, tandis que d'autres accusent les films comme Juno et En cloque, mode d'emploi de rendre la grossesse à l'adolescence glamour. Pour Kristelle Miller, professeur de psychologie de l'adolescence à l'université du Minnesota à Duluth, « l'effet Juno montre comment les médias glorifient, glamourisent la grossesse et combien […] celle-ci permet d'effacer les problèmes du passé »,.
En septembre 2008, John McCain, candidat républicain à l'élection présidentielle américaine, désigne Sarah Palin comme sa colistière au poste de vice-présidente des États-Unis. Il est alors révélé que la fille de Palin, Bristol, âgée de 17 ans, est enceinte, à la suite d'une liaison hors mariage avec un adolescent,, ce qui pousse certains journalistes conservateurs à comparer Bristol à Juno,. L'éditorialiste Leon Wieseltier de la New Republic note que « les républicains voulaient une nouvelle conversation, et ils l'ont eue. Juno à Juneau ! »,. Roger Friedman, de Fox News, s'interroge : « Juno a simultanément bafoué et validé les valeurs conservatrices. La question est de savoir si le public va se rallier à Bristol Palin comme il l'a fait pour Juno. Ou bien la rejettera-t-il car c'est elle qui s'est mise dans cette situation en premier lieu ? »,. L'acteur Jason Bateman défend quant à lui le film, déclarant que « malheureusement, on a des exemples comme ceux-ci où des types tuent des gens à cause des paroles de morceaux de rock 'n' roll. Écoutez, si vous tenez un film ou une chanson responsable de vos actions, bonnes ou mauvaises, je pense que vous vous trompez de modèles. Je pense que les gens devraient chercher des leçons et des conseils dans d'autres domaines de leur vie, notamment auprès de leurs parents, de leurs professeurs, de leurs amis ou de qui que ce soit. C'est probablement là que vous devriez vous diriger »,.
Amy Benfer, du site web Salon, écrit en 2010 que selon les chiffres publiés par les centres pour le contrôle et la prévention des maladies, les taux de grossesse pour l'ensemble des adolescentes ont baissé de 2 % entre 2007 et 2008. Cela signifie que « la légère hausse des taux de grossesse chez les adolescentes entre 2005 et 2006 est probablement juste une anomalie, et non une tendance déplorable provoquée par la culture pop » ; elle ajoute que s'il y avait eu un « effet Juno », il aurait fait baisser, et non pas croître, le nombre de grossesses. Elle critique les partisans de cette théorie, qui croient selon elle que les adolescents « perdent soudain toute capacité à apprécier les nuances ou le contexte de la situation particulière de cette femme, et établissent au contraire une sorte de relation de cause à effet grossière » et qu'« en parlant des filles enceintes, et surtout en osant en dépeindre certaines comme ordinaires, voire sympathiques, nous aurions une augmentation du nombre de naissances chez les adolescentes »,. Elle conclut que « la représentation des parents adolescents n'est pas forcément glamour, mais plutôt humaine […]. Donc, maintenant que nous pouvons affirmer clairement qu'une représentation réaliste de la vie du minuscule pourcentage de filles qui tombent enceintes ne contaminera pas nécessairement les autres, arrêtons de nous inquiéter et demandons-nous comment nous pouvons apporter notre aide »,.

### Lois anti-avortement aux États-Unis
À la lumière de la loi anti-avortement de Géorgie adoptée en mars 2019, interdisant l'avortement au-delà de six semaines, Diablo Cody déclare qu'elle n'aurait pas écrit Juno maintenant que les gens le perçoivent comme un film anti-choix.
En 2022, alors que la Cour suprême américaine révoque la protection constitutionnelle du droit à l'avortement dans son arrêt Dobbs v. Jackson Women's Health Organization, Diablo Cody explique qu'elle n'aurait jamais imaginé que ce droit puisse être retiré. Elle indique qu'elle n'a pas souhaité faire un film politique : l'avortement, selon le réalisateur Jason Reitman, est davantage le cadre dans lequel se déroule l'action que le centre de l'intrigue. Alors qu'elle ne s'était pas exprimée à ce sujet lors de la sortie du film, Cody affirme être résolument pro-choix, ; la scénariste explique que sa vision de l'avortement a été largement influencée par son éducation religieuse, qui lui a inculqué une vision très négative de l'IVG. Elle se dit « horrifiée » que Juno puisse être interprété comme un film anti-avortement et précise qu'elle aurait tourné la scène dans la clinique de manière différente si elle avait su que le droit à l'avortement serait menacé aux États-Unis.

### Conséquences de la promotion du film
Dans un essai pour le magazine Esquire, Elliot Page est revenu sur son expérience traumatisante lors de la promotion du film. L'acteur explique avoir été contraint à porter une robe, alors qu'il souhaitait porter un costume : « Je leur avais dit que je voulais porter un costume, et Fox Searchlight m'a dit “non, tu dois porter une robe”. Et ils m'ont emmené en vitesse dans une boutique chic de Bloor Street. Ils m'ont fait porter une robe, et… voilà. Pendant ce temps, pendant toute la promotion du film, Michael Cera était en pantalon et en baskets »,,. Il ajoute : « J'aimerais que les gens comprennent que ça a littéralement failli me tuer »,,.